# Cenni di Francesco

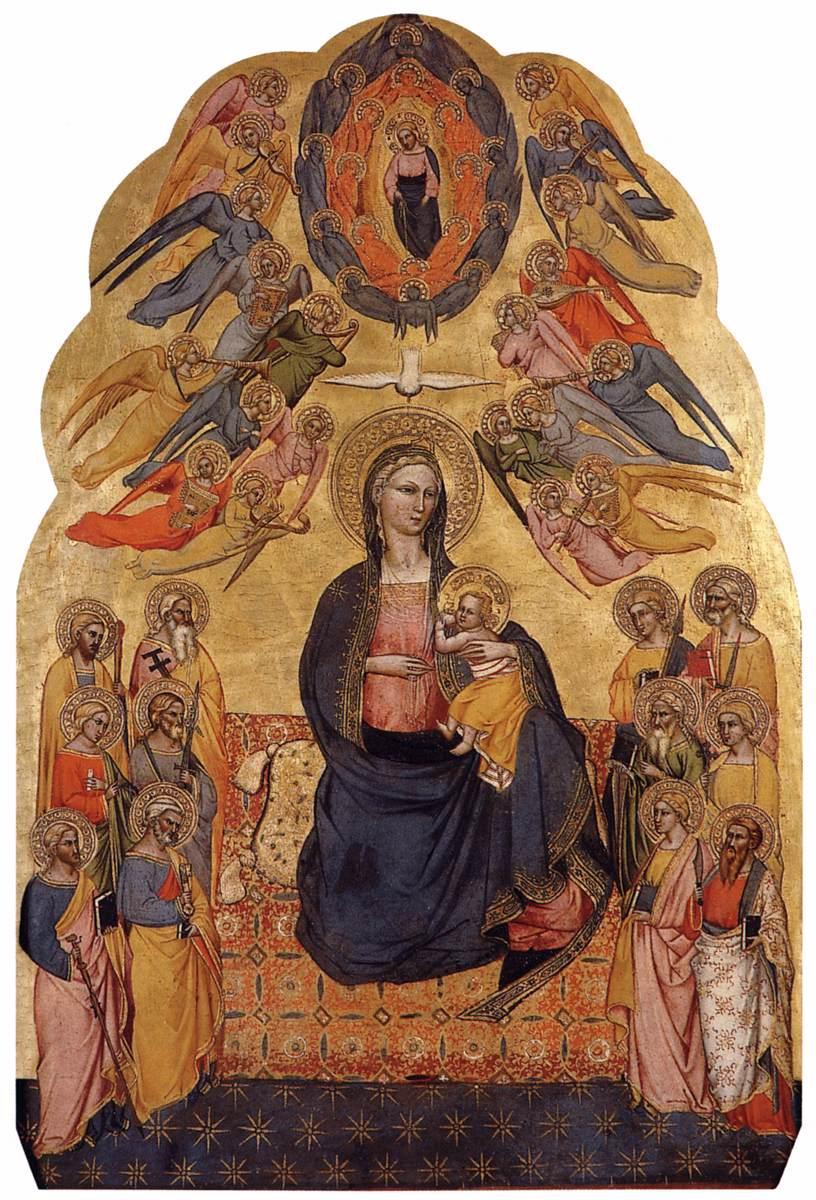
Virgen de la humildad con el Padre Eterno, el Espíritu Santo y los doce apóstoles, temple sobre tabla, 76,6 x 51,2 cm, Museo Thyssen-Bornemisza, en depósito en el Museu Nacional d'Art de Catalunya

Cenni di Francesco di ser Cenni (f. 1369-c. 1415) fue un pintor y miniaturista italiano activo en Florencia y su área de influencia.
Documentado en 1369, cuando se inscribió en el gremio titulado Arte dei Medici e Speziali, una de las siete grandes corporaciones artesanales de Florencia, parece haber sido un prolífico pintor al servicio de las más poderosas familias e instituciones religiosas florentinas. Influido por Andrea Orcagna y Giovanni del Biondo, con quien pudo colaborar, sus fondos dorados y figuras estilizadas se inscriben dentro de las corrientes del gótico internacional.
La influencia de Orcagna es notable en el tríptico de San Cristóbal en la iglesia de San Cristoforo in Perticaia de Rignano sull'Arno, la más temprana de las obras a él atribuidas pues se fecha con precisión en 1370. Otras obras tempranas como la Virgen con el Niño de la Universidad de Kansas o la Virgen de la humildad del Museo Thyssen-Bornemisza presentan rasgos semejantes, solo más tarde evolucionados por la influencia de Giovanni del Biondo e incluso por la más arcaica de Taddeo Gaddi.
Su única obra firmada (1410) son los frescos de la historia de la Cruz según la Leyenda dorada de Santiago de la Voragine de la capilla de la Cruz de Giorno adyacente a la iglesia de San Francisco de Volterra. Su sentido narrativo acusa la formación del miniaturista y la influencia del ciclo pintado por Agnolo Gaddi en la iglesia de la Santa Cruz de Florencia. Su actividad artística se ha podido reconstruir a partir precisamente de estos frescos y de una tabla con San Jerónimo en su estudio conservada en el museo de arte sacro de San Miniato, documentada a su nombre en 1411.
Todavía en 1415, fecha posible de su muerte, se le encuentra registrado en la Compagnia di San Luca de Florencia, perdiéndose luego las noticias.